# Rottelsheim
 Rottelsheim (en alsacià Rottelse) és un municipi francès, situat a la regió del Gran Est, al departament del Baix Rin. L'any 1999 tenia 292 habitants.
Forma part del cantó de Brumath, del districte de Haguenau-Wissembourg i de la Comunitat d'aglomeració de Haguenau.

## Demografia
| 1962 | 1968 | 1975 | 1982 | 1990 | 1999 |
| ---- | ---- | ---- | ---- | ---- | ---- |
| 169  | 179  | 171  | 176  | 193  | 292  |

## Administració
| Període | Identitat     | Partit |
| ------- | ------------- | ------ |
| 2001-   | Michèle Voltz |        |